# 2014 HQ124
2014 HQ124 – duża planetoida z grupy Atena, należąca do obiektów bliskich Ziemi i potencjalnie niebezpiecznych obiektów. Planetoida ma około 325 metrów średnicy, została odkryta 23 kwietnia 2014 w ramach programu NEOWISE. 8 czerwca 2014 znalazła się blisko Ziemi, w odległości niewiele większej niż trzykrotna średnia odległość Księżyca od Ziemi.

## Odkrycie
Obiekt został odkryty 23 kwietnia 2014 w ramach programu NEOWISE.

## Nazwa
Oznaczenie planetoidy 2014 HQ124 określa jedynie, kiedy obiekt ten został odkryty. „2014” to rok odkrycia, „H” oznacza, że obiekt został odkryty w drugiej połowie kwietnia. „Q124” oznacza, że był to 3116 obiekt odkryty w drugiej połowie kwietnia („Q”⇒16, 16+25·124=3116).

## Charakterystyka
Średnica obiektu wynosi około 325 metrów. Szacuje się, że obiekty tej wielkości przelatują w pobliżu Ziemi przeciętnie co kilka lat. 8 czerwca 2014 planetoida przeleciała w odległości 3,25 LD od Ziemi. Uderzenie obiektu takiej wielkości w Ziemię wyzwoliłoby energię rzędu 2000 megaton TNT i utworzyło krater o wielkości około pięciu kilometrów.